# Nguyễn Đình Bảo
Nguyễn Đình Bảo (sinh ngày 19 tháng 5 năm 1991) là một cầu thủ bóng đá Việt Nam hiện đang chơi bóng ở vị trí tiền đạo cho Câu lạc bộ bóng đá Quảng Nam.

## Sự nghiệp
Nguyễn Đình Bảo gia nhập hệ thống đào tạo trẻ của Sông Lam Nghệ An từ năm 2004. Năm 2007, cùng đội trẻ Sông Lam Nghệ An, Đình Bảo vô địch Giải U17 Quốc gia. Năm 2008, đội lại bảo vệ chức vô địch U17 Quốc gia và Đình Bảo trở thành vua phá lưới của giải. Năm 2011, Đình Bảo có mặt trong đội hình giành hạng ba Giải U21 quốc gia. Năm 2012, dưới sự dẫn dắt của Vũ Quang Nam, Đình Bảo cùng đội U21 Sông Lam Nghệ An đem lại cúp vô địch U21 quốc gia về xứ Nghệ sau 10 năm. Nhờ những đóng góp trong các chức vô địch giải trẻ mà Đình Bảo có biệt danh "Vua giải trẻ".
Từ 2012, Đình Bảo thi đấu ở V.League 2 dưới dạng cho mượn ở đội Trẻ Hà Nội (ACB) và XSKT Cần Thơ. Anh trở lại và góp mặt trong danh sách đăng ký thi đấu V.League 1 của Sông Lam Nghệ An. Sau hai mùa giải ở sân Vinh, trước thềm mùa giải 2016, Đình Bảo gia nhập Hải Phòng. Nhờ sự dìu dắt của huấn luyện viên Trương Việt Hoàng mà anh đã có sự "lột xác" khi chuyển đổi vị trí từ tiền đạo sang tiền vệ cánh trái, được người hâm mộ gọi với biệt danh Tiểu phi cơ.
Năm 2019, Đình Bảo gia nhập câu lạc bộ Sài Gòn nhưng không thể hiện được nhiều với hai bàn thắng sau 15 trận trên mọi đấu trường, và bị thanh lý hợp đồng vào giai đoạn 2 V.League 1 2020. Sau một thời gian thất nghiệp, Đình Bảo gia nhập Thanh Hóa, nhưng bị cắt hợp đồng sau hai tháng. Câu lạc bộ Quảng Nam tưởng chừng đã ký hợp đồng với Nguyễn Đình Bảo, nhưng không thể đăng ký thành công do không nắm được luật. Cuối cùng, Đình Bảo vẫn góp mặt trong đội hình Quảng Nam vào mùa giải 2021.

## Sự nghiệp quốc tế
Nguyễn Đình Bảo từng được triệu tập lên đội tuyển U-19 và U-21 Việt Nam.